# Ilha Auckland

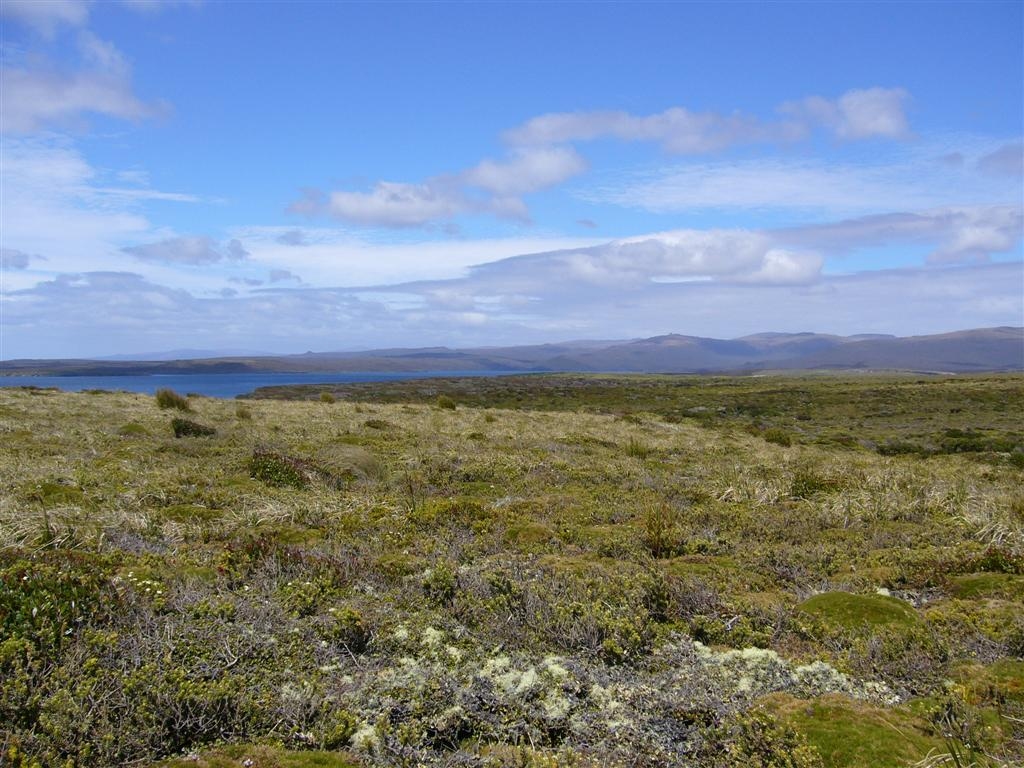
Ilha Auckland, parte norte

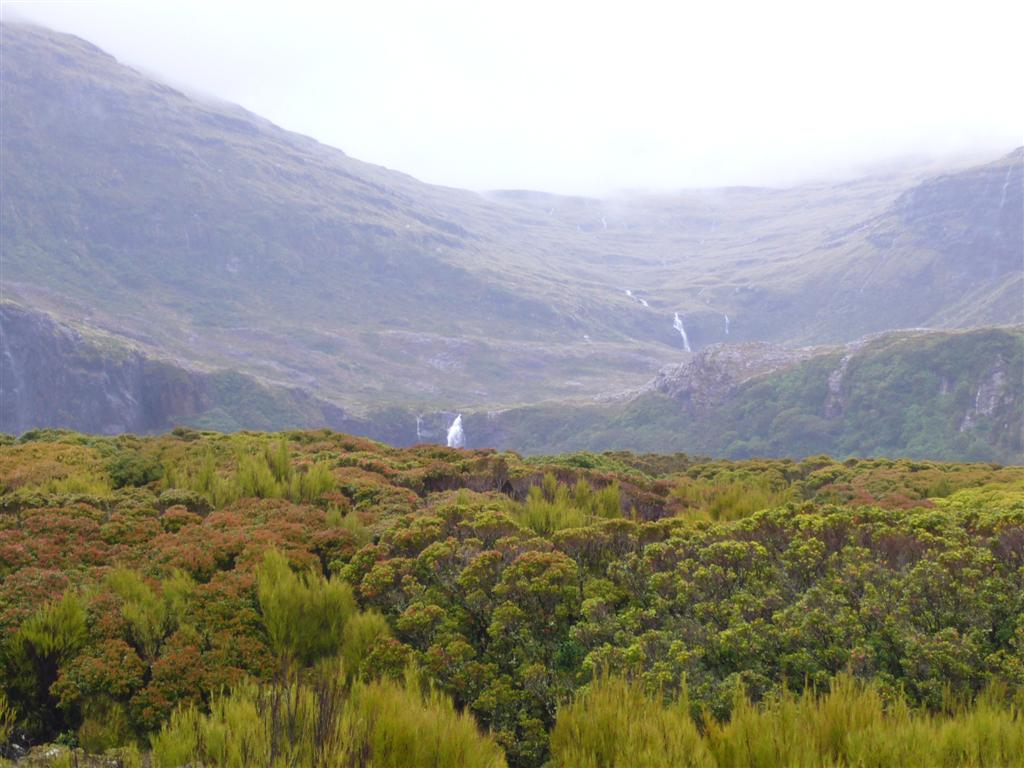
Ilha Auckland, parte oeste

A Ilha Auckland, ou, na sua forma portuguesa, de Auclanda, é a principal ilha das Ilhas Auckland, um arquipélago desabitado no sul do Oceano Pacífico e que pertence à Nova Zelândia. Está inscrita na lista de Património Mundial da UNESCO.
Tem uma área aproximada de 510 km², e 42 km de comprimento. O terreno é notavelmente acidentado e de escarpas íngremes, alcançando nas áreas mais elevadas 600 m. Os picos mais proeminentes incluem o Pico Cavern (650 m), Monte Raynal (635 m), Monte D'Urville (630 m), Monte Easton (610 m) e a Tower of Babel (550 m).
O extremo sul da ilha atinge uma largura de 26 km. Neste ponto, um canal estreito conhecido como Carnley Harbour (em alguns mapas: o Estreito Adams) separa a ilha principal a partir de da Ilha Adams  (área de 100 km²), que é ainda mais montanhoso, atingindo uma altitude de 705 m no Monte Dick. O canal é o que restou da cratera de um vulcão extinto.

## Preservação de aves
A ilha integra a Área Importante para a Preservação de Aves (IBA) das ilhas Auckland, reconhecida pelo BirdLife International como significativa para a nidificação de aves marinhas, entre elas várias espécies endémicas.